# Gyémánt
A gyémánt neve (latinosan diamans) a görög adamosz szóból származik, melynek jelentése legyőzhetetlen, ami mind a keménységére utal. A terméselemek osztályán belüli széncsoporthoz tartozó ásvány és egyben a legjelentősebb drágakő is. Ezt fizikai és kémiai tulajdonságainak köszönheti, hiszen a harmadik legkeményebb, természetben előforduló ásvány, a nagyon ritka wurtzit-bórnitrid és a lonsdaleit után, átlátszósága és fénye kiváló, fénytörése és színszórása a legmagasabb fokú. 
Ugyanakkor rajta kívül nincs más drágakő, amely csak egyetlen elemből állna: a gyémánt szénatomokból áll, a szén egy allotrop módosulata (vö. grafit). Rendkívül nagy keménysége miatt ipari felhasználása széleskörű. Szerkezete kovalens kötésű atomok tetraéderes koordinációiból épül fel. Elemi cellája két lapon centrált kockarács 1/4 testátlónyi mélységgel való egymásba csúsztatásával állítható elő (gyémántrács). Kristályain uralkodó lapok az atomokkal legsűrűbben rakott rácssíkok, azaz az oktaéder és a hexaéder (kocka). 
A gyémánt a szabályos rendszerben kristályosodik. Leggyakoribb alakja az oktaéder, majd a rombdodekaéder és hexakiszoktaéder, de előfordul a deltoidikozitetraéder, tetrakiszhexaéder, triákiszoktaéder, tetraéder és hexakisztetraéder formákban is. Ezek formák egymagukban vagy különböző kombinációkban jelennek meg. Az ikerkristályok is gyakoriak. A gyémánt kristályaira jellemző, hogy az élek és lapok sokszor legömbölyödtek, ilyenkor – különösen a soklapú formák esetén – a gömbalakhoz közelednek és a lapok egyenlőtlen kifejlődése folytán gyakran előfordul az alakok eltorzulása. A kristálylapok gyakran érdesek, rostosak és növekedési, illetőleg oldási nyomokkal teltek.

## A „gyémánt” szó etimológiája
Az ógörög nyelvben ezt az ásványt αδάμας (adamasz) néven ismerték, ami legyőzhetetlent jelent (az ellentétet jelölő a- előtagból és a damaó, leigáz ige származékából). Ez a latinba változatlan adamas vagy adamantis alakban ment át (kemény fém, mágneskő). A latin, szláv és germán nyelvek többségében ebből származó szóalakok találhatók. A magyar "gyémánt" szó a középfelnémet diemant, a bajor-osztrák deman, az irodalmi német Diamant és a francia diamant átvételei. Az újgörög nyelvben már a latinból visszaszármazó διαμάντι (diamándi) található. Emellett azonban a nem indoeurópai finnugor és kaukázusi nyelvekben is feltűnik, és a török–mongol nyelvek almaz–elmaz szavai is az ógörög rokonságába tartoznak.

## Ásványtani jellemzői

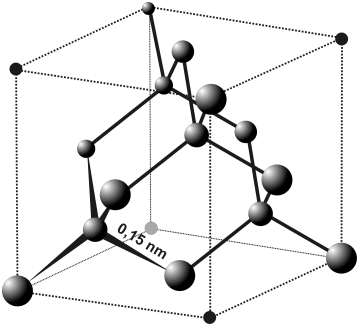
A gyémántrács elemi cellája

Szerkezete kovalens kötésű atomok tetraéderes koordinációiból épül fel. Elemi cellája két lapon centrált kockarács 1/4 testátlónyi mélységgel való egymásba csúsztatásával állítható elő (gyémántrács). Kristályain uralkodó lapok az atomokkal legsűrűbben rakott rácssíkok, azaz az oktaéder és a hexaéder (kocka).
A gyémánt a szabályos rendszerben kristályosodik. Leggyakoribb alakja az oktaéder, majd a rombdodekaéder és hexakiszoktaéder, de előfordul a deltoidikozitetraéder, tetrakiszhexaéder, triákiszoktaéder, tetraéder és hexakisztetraéder formákban is. Ezek formák egymagukban vagy különböző kombinációkban jelennek meg. Az ikerkristályok is gyakoriak. A gyémánt kristályaira jellemző, hogy az élek és lapok sokszor legömbölyödtek és ilyenkor – különösen a soklapú formák esetén – a gömbalakhoz közelednek, és a lapok egyenlőtlen kifejlődése folytán gyakran előfordul az alakok eltorzulása. A kristálylapok gyakran érdesek, rostosak és növekedési, illetőleg oldási nyomokkal teltek.
A gyémántkristályok rendszerint kifejlett lapokkal fordulnak elő: magmából lebegve kristályosodtak ki. A gyémánt anyaga, a magmában oldott állapotban levő szén lassan hűl ki, és a gyémántkristály mindaddig növekedik, míg szénutánpótlás létezik vagy amíg a magma körül nem zárja az ásványt, és az megszilárdul. A magma újrafelhevülése során a gyémánt feloldódhat és újrakristályosodhat. Azok a kristályok, amelyeknek kialakulása növekedésük közben ért véget, teljesen sík lapokkal határoltak, az élek rendszerint élesek. Azok a kristályok, amelyek oldódási folyamaton mentek keresztül, görbült lapúak. A növekedő kristályon az oktaéderlapokon megjelenő egyenlő oldalú háromszög alakú növekedési idomok, az oktaéderlapok éleihez képest 60°-kal fordulnak el, míg az oldódási háromszögek élei az oktaéderélekkel párhuzamosak, ugyanolyanok, mint a gyémánt égése közben keletkező idomok. A kockalapokon a növekedési idomok négyszög alakúak és éleik a kocka lapjainak átlójával párhuzamosak.
A gyémánt 720–800 °C-on tiszta oxigén jelenlétében szén-dioxiddá ég el. 1700 °C-on oxigénmentes környezetben vagy nitrogéngázban elektromos ív hatására grafittá alakul. Ezt Newton már 1605-ben feltételezte, de csak 1772-ben bizonyította be Lavoisier. Oxigénben a gyémánt gyenge kékes lánggal ég, és ez akkor is folytatódik, ha a hőforrást eltávolítjuk. A levegőben az égés csak 850–1000 °C-nál indul meg, és a hőforrás eltávolítása után megszűnik. Ha az égési folyamatot megszakítjuk s azután a gyémánt kristálylapjait kézi nagyítóval vagy mikroszkóppal megfigyeljük, az oktaéderlapokon szabályos háromszög alakú égetési idomok észlelhetők, amelyek oldalai egymással és az oktaéderlap éleivel párhuzamosak.

### Méret

A gyémántkristály rácsszerkezete

A gyémántok tömege többnyire nem éri el az egy karátot. A néhány karátos kő még elég gyakori, a 20 karáton felüliek már ritkábbak. A 100 karátos vagy ennél is nehezebb kristályok már különlegességek.

### Törés és hasadás
A gyémánt törése kagylós. Már idősebb Plinius is észrevette, hogy a gyémánt keménysége miatt összetörhetetlen, de bizonyos irányokban már elég gyenge kalapácsütésre is darabokra hullik. Ez azért következik be, mert az oktaéder sima és fényes lapjai könnyen elválnak egymástól, azaz a gyémánt kitűnően hasad az oktaéder lapjai szerint. Ez a tulajdonság nagyon fontos a kövek csiszolásakor. Az ilyen tökéletes hasadás azonban csak a tökéletes felépítésű kristályokban van meg. A két vagy több kristályból összenőtt gyémánt egy irányban nem hasítható szét. Előfordul még egy kevésbé jó hasadás is, a rombdodekaéder lapjai szerint és egy még gyengébb, a kocka lapjai szerint.

### Keménység
A gyémánt keménysége valamennyi természetben is előforduló ásvány keménységét messze felülmúlja, ezért csak saját porával csiszolható. A Mohs-féle keménységi skála 10. fokának képviselője és 90-szer keményebb, mint az előtte álló korund. A gyémánt keménységét csak a kristályosodott bór és a mesterségesen előállított karborundum keménysége közelíti meg, amelyek a korundnál keményebbek. Az újabb kutatások szerint azonban keményebb a gyémántnál két természetesen előforduló ásvány, a wurtzit-bórnitrid és a lonsdaleit, bár ez utóbbiak nagyon ritkák.
A csiszolási keménység a legnagyobb az oktaéderlapon, legkisebb a kockalapon és közepes a rombdodekaéder lapjain. A különböző lelőhelyekről származó gyémántok eltérő keménységűek. Gyémántcsiszolók adatai szerint a legkeményebb az ausztráliai, a legkisebb keménységű a dél-afrikai gyémánt; az indiai keményebb, mint a brazíliai. Ezt a különbséget a belső felépítéssel és a zárványok milyenségével magyarázzák.

### Sűrűség
A gyémánt sűrűsége kis eltéréssel középértékben 3,52 g/cm³. Az észlelhető kisebb ingadozásokat a különböző zárványok mennyiségére és minőségére lehet visszavezetni. Általában véve az ausztráliai gyémántok valamivel nehezebbek, mint a többiek, ezeknek sűrűsége 3,57-3,66 g/cm³.

### Optikai tulajdonságok
Kristálytani felépítésének megfelelőleg a gyémánt egyszerűen fénytörő. Néha azonban egyes gyémántokban rendellenes kettőstörés is megfigyelhető, amit a folyadékzárványok okoznak. A gyémánt törésmutatója igen nagy: 2,4077-2,4653, ennélfogva a teljes visszaverődés határszöge kicsiny. A diszperzió erős: 0,0576. A gyémánt fénye magas törésmutatója miatt nagyon erős; fényének megjelölésére a gyémántfény kifejezés alkalmas.

#### Szín

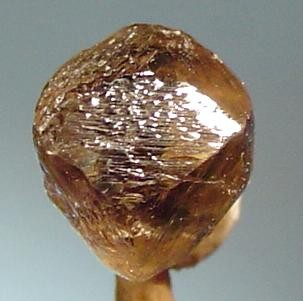
1,3 karátos, barna színű, oktaéder alakú nyersgyémánt Sierra Leonéből

A gyémánt színe változatos. A teljesen színtelen, víztiszta ásványtól kezdve előfordul sárga, zöld, barna, piros, rózsaszínű, szürke, kék és fekete gyémánt is. A szín nagy hatással van az értékre is. A legtisztábbak az indiai gyémántok, a legszínesebbek pedig a dél-afrikaiak.
A színtelen kövek között a teljes víztisztaság szerint megkülönböztetnek első, második és harmadik vízű köveket. Némely teljesen színtelen és átlátszó kő kékesbe hajló fényű, ezek értéke a legmagasabb. Leginkább az indiai gyémántokra jellemző, de Brazíliában is találtak hasonló ásványokat.
A színes kövek közül a legelterjedtebb a sárga, illetve ennek egész gyenge színárnyalata. A dél-afrikai kristályok nagy része ilyen, de nem ritkák az erősebb sárgaszínűek: borsárga, mézsárga, narancssárga. A zöld színárnyalatban inkább a sárgászöld uralkodik; a tiszta zöld ritka. Megfigyelték, hogy a sárga és zöld szín csiszolásnál elhalványodik. A rádiumsugárzás hatására a színtelen gyémánt sötétzöld színűvé válik; ez a szín azonban hevítéskor eltűnik. Az ilyen kövek csiszoláskor is elveszítik színüket, a színveszteséget tehát a csiszoláskor keletkezett hő okozza. Sok esetben a gyémánt nem egyenletesen színezett, és előfordulhat, hogy a színezés csak egy felületi rétegre terjed ki. Ezt szintén csiszoláskor orvosolják.
A barna szín árnyalatai elég gyakoriak, a leggyengébb árnyalattól kezdve egészen a sötétbarnáig. A piros árnyalatú színek, a rózsaszín és ibolya igen ritkák. A színes gyémántok közt a leggyakoribbak a szürkék, piszkosfehértől a majdnem feketéig. A sötét színezés sok esetben csak a gyémánt felületére terjed, az ilyen köveket coated stones-nak (kérgezett kövek) nevezik. A tiszta kék színű gyémánt nagyon ritka, a gyengén kékes árnyalatúak is rendkívül értékesek. Fekete színű gyémántok különösen Borneó szigetén fordultak elő; a fekete színt a nagy számban jelenlevő grafitzárványok idézik elő. A fekete színű gyémántok neve karbonádó, míg a szürke színűeké bort.
A talált gyémántoknak körülbelül csak negyede teljesen színtelen; az erősen színezett, átlátszó kövek nagyon ritkák. A színes, átlátszó gyémántokat fantázia-gyémántoknak (fancy diamond) nevezik; ezek a drágakőtől megkívánt minden tulajdonságot egyesítenek magukban: nagy keménységet, erős fényt, tökéletes tüzet, színszórást, átlátszóságot és szép színt.
A színeződést zárványok okozzák, mint például a brazíliai barnás és barnás-sárga kristályokban, amelyeknek belsejében mikroszkopikus rutil- és hematitzárványok mutathatók ki. A fekete gyémántok színét hasonlóképpen grafitzárványok okozzák. A többi esetben króm-, vas- és titán-vegyületek játszanak szerepet a kő elszíneződésében. A gyémánt égési termékeiben vas és titán mutatható ki.
A gyémánt színe hőemelkedésekkel, sugárzásokkal szemben nagyon állandó, de mégis vannak esetek, amikor hevítéssel és sugárzásokkal csekély színváltozás idézhető elő. A legállandóbbak a sárga és a színtelen kövek. Bizonyos zöld kövek hevítésre sárgássá, majdnem színtelenné válnak, a világosbarnák megvilágosodnak vagy rózsaszínűek lesznek, az eredeti szín azonban lehűléskor visszatér.
A napfény nincs hatással a gyémánt színére, az ibolyántúli sugarak sem. A röntgensugarak hatása is csekély. A színtelen kövek nem változnak, a barnák ibolyásszürkévé, a sárgák erősebb sárgává, a zöldek kékeszölddé válnak. A katódsugaraknak alig van hatásuk. Bizonyos színtelen gyémántokon volt észlelhető, hogy barnásszínűekké váltak. A rádiumsugárzás hatására színtelen gyémántok gyengén barnás, sárgás, kékes és zöldes színeződésűvé lettek, sárgák élénkebb sárgává, zöldek kékeszölddé vagy sötétebb zölddé váltak. A rádiumsugárzással keletkezett színváltozás hevítéskor eltűnik.

#### Lumineszcencia
A közönséges fény hatására történő lumineszcencia általában véve igen gyenge. Bizonyos esetekben azonban erősebb világítóképességet is megfigyeltek: egy 92 karátos víztiszta kő egy óráig tartó napfény hatása után 20 percig olyan erős fényt bocsátott ki magából, hogy a melléje helyezett fehér írópapír, a teljesen sötét helyiségben egészen jól látható volt. Az ibolyántúli sugarak már erősebb lumineszcenciát eredményeznek, mint a közönséges fény; a jelenség különösen a zöld és kékesfehér ásványokon erős, a színtelen és sárga köveken gyenge vagy teljesen hiányzik. Röntgen- és katódsugarak körülbelül egyforma lumineszcenciát eredményeznek, de a röntgensugarak hatása valamivel gyengébb. A jelenség intenzitása és a kisugárzó fény színe – amely lehet sárga, zöld és kék – összefüggésben van az ásvány színével. A színtelen kövek élénkebben reagálnak. A rádiumsugárzás a legtöbb esetben jelentéktelen lumineszcenciát idéz elő. A kisugárzás kék- és zöldszínű, s a kékesfehér köveken a legélénkebb. A gyémánton tribolumineszcenciát is megfigyeltek: fával, bőrrel, posztóval, sőt fémmel való dörzsölés után a gyémánt a sötétben világított.

### Egyéb tulajdonságok

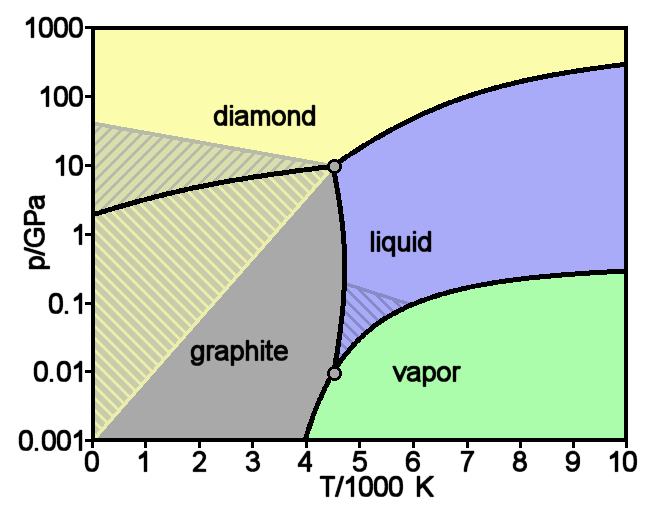
A szén fázisdiagramja. A vonalkázott terület azt fejezi ki, hogy atmoszferikus nyomáson mindkét módosulat (grafit és gyémánt) stabil. A liquid felirattól jobbra (6000–8000 K felett) az anyag szuperkritikus állapotban van

A röntgensugarakat teljesen átbocsátja, úgyhogy a röntgensugárral való átvilágítás segítségével igen könnyen megkülönböztethető a topáztól vagy a kvarctól, amelyek félig, vagy az üvegutánzatoktól, amelyek egyáltalában nem bocsátják át e sugarakat.
A gyémánt dörzsölésre pozitív töltésű lesz. A dörzsölés folytán keletkezett töltés különböző ideig tart. A gyémánt legfeljebb fél óráig marad töltött, ellentétben például a zafírral, ami 5-6 óráig, vagy a topázzal, ami 32 óráig.
A gyémánt igen jó hővezető, ezért hideg tapintású, hidegebb, mint például a gyengébb hővezető üveg.
Fázisdiagramja szerint a legalacsonyabb hőmérséklet, amelyen cseppfolyós lehet, kb. 4500 K. Ez a gyémánt–grafit–olvadék hármaspontja kb. 10 000 MPa nyomáson. Más adatok szerint ez a hőmérséklet elérheti a 4900 K-t. Feltételezések szerint a kritikus pont hőmérséklete 5800 K, nyomása pedig 2320 atm. Újabb kutatások szerint a folyadék–gőz határgörbe 4000 K-től felfelé egy feltételezett kritikus pont felé tart, amely 6000 K-nél is magasabb hőmérsékletű.
A gázfázisról keveset tudunk. Az irodalom többnyire a folyadék határgörbével foglalkozik (telített gőz és folyadék egyensúlya). 100 GPa nyomáson fémes tulajdonságokat mutat, azonban 5100 K hőmérsékleten ez a jelenség már 40 GPa nyomáson létrejön.

### Zárványok
A gyémántban levő zárványok legtöbbnyire ásványok, de előfordulnak folyadék- és gázzárványok is. A zárványok a gyémánt értékét nagy mértékben csökkentik, mert a kő tisztaságát és átlátszóságát zavarják.
Az ásványzárványok közül leggyakoribb a grafit; ritkábban, de előfordulnak még a következő ásványok: ilmenit, hematit, kromit, magnetit s még ritkábban pirit, gránátok, cirkon, diopszid, kvarc, topáz, rutil, olivin, csillám, klorit. A zárványok néha egyenletesen oszlanak el az egész kristály belsejében, más esetekben az eloszlás teljesen egyenlőtlen. A zárványok a legtöbb esetben egész aprók, csak mikroszkóppal figyelhetők meg, de igen sokszor már egyszerű kézi nagyítóval és szabad szemmel is észrevehetők. Alakjuk és színük ásványfajok szerint igen változatos lehet. Néha határozott kristályalak ismerhető fel rajtuk, legtöbb esetben azonban szemcsék, pikkelyek, rostok, tűk alakjában jelennek meg, és sokszor nemcsak egyesével, hanem csoportosan is.
A gyémántban néha gyémántzárványok is előfordulnak. A zárvány lehet ugyanolyan, de lehet különböző alakú és színű is, mint a külső kristály. A két kristály érintkezési lapja között sokszor nincs elég szoros összefüggés, és ilyenkor előfordulhat, hogy hasításkor a belső kristály teljesen sértetlenül kihull.
A szilárd zárványokon kívül a gyémántban néha folyadékkal telt vagy pedig látszólag üres üregek is láthatók, amelyek azonban csak ritkán haladják túl a mikroszkopikus nagyságot. Az üregeket kitöltő folyadék minden valószínűség szerint szénsav, de lehet víz, vagy valamilyen vizes sóoldat is.

## A gyémántok keletkezése

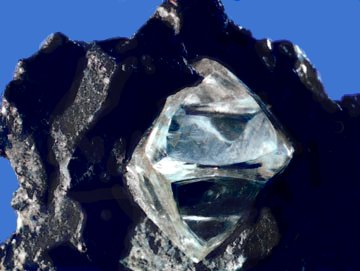
Oktaéderes gyémántkristály kőzetburokban

A természetes gyémánt képződése nagyon speciális feltételeket igényel. A gyémánt nagy nyomáson (4500-6000 MPa) képződik magas széntartalmú anyagokból átlagosan 900-1300 °C közötti hőmérséklet-tartományban. Ezen feltételek a földkéreg kontinentális lemezei alatti litoszférikus köpenyrészben adottak illetve meteoritbecsapódások helyén.

### Gyémántképződés kratonok vidékén
A gyémántképződéshez szükséges feltételek a földköpeny kéregalatti rétegeiben teljesülnek 140–190 km mélységben, de ismertek olyan esetek is, amikor a gyémántok 300–400 km mélységben kristályosodtak ki. Mivel a Föld belső hője nem egyformán változik a különböző kéreglemezek alatt, azaz az óceáni lemezek alatt gyorsabban növekedik, és meghaladja azt a tartományt, ami gyémántképződéshez szükséges, ezért az ideális hely a gyémántok képződésére a vastag és stabil kontinentális kéreglemezek, az úgynevezett kratonok alatt van. Ez befolyásolja a kialakuló gyémántok méretét is. Ezen elsődleges származású gyémántok alakja oktaéderes, felszínük pedig fénylő.
A szénizotóp vizsgálatok kimutatták, hogy a gyémánt egyaránt tartalmaz szerves és szervetlen eredetű szénatomokat. A kizárólag szervetlen eredetű szénből kialakult gyémántok (harzburgitok) anyaga a földköpenyből származik. A szerves eredetű, úgynevezett eklogitos gyémántok a szubdukció során, a felszínről mélybe kerülő anyagokból épülnek fel. A felszínre került gyémántok általában 1-3,3 milliárd évesek.

### Gyémántképződés meteoritbecsapódások helyén

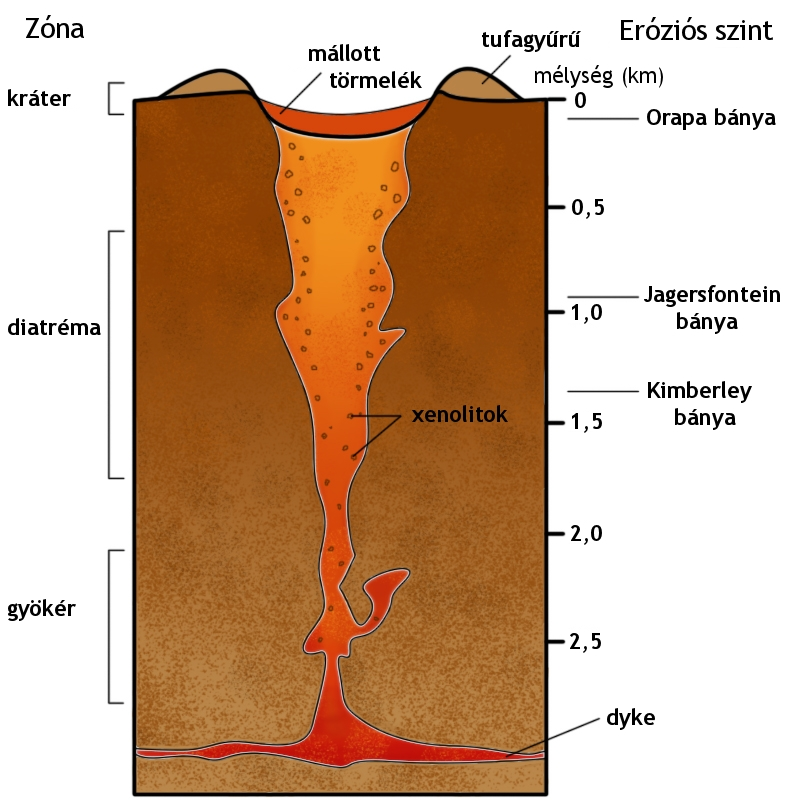
Egy kürtő keresztmetszete

A meteoritbecsapódások során fellépő nagy nyomás szintén segíti a gyémántok képződését. Az ilyenkor keletkező gyémántok rendszerint kicsik, gyakran mikroszkópikus méretűek (nanogyémántok). E gyémántokat a földtörténeti impakt-kráterek beazonosításához használják.

### Földön kívüli gyémántok
A gyémántképződés nem csak a Földre jellemző, ezt bizonyítják a Dél-Amerikában és Afrikában megtalált meteoritokban rejlő karbonádó kristályok. A meteoritokban talált nanogyémántok valószínűleg szupernóva-robbanások során keletkeztek.

### Gyémántlelőhelyek genetikai típusai
A gyémántokat tartalmazó anyagokat rendszerint olyan vulkánok hozzák a felszínre, amelyek magmakamrája 150 km-nél mélyebben van. A földkérget ezek kürtőszerű felvezető csatornái (angolul pipe) törik át, ezeket speciális szubvulkáni kőzetek (kimberlit, lamproit) töltik ki. Típusos ásványaik, a nagy magnéziumtartalmú olivinek, piroxének és amfibolok a kitörések során keletkező vízgőz és a hő hatására gyakorta szerpentinné alakulnak át. A gyémántkristályokat nem maga az alapkőzet tartalmazza, hanem azok a mélységben megszilárdult kőzetdarabok, az úgynevezett xenolitok, amelyeket a feltörő magma magával ragad.
Nem minden kürtő anyagában van gyémánt és csak nagyon kevés kürtő anyagában éri el a kitermelésre érdemes mennyiséget. A gyémántos xenolitok megtalálását jelentősen elősegítik a tipikusan rájuk jellemző ásványok (Cr-pirop, ugrandit, Cr-spinell, Cr-diopszid stb). A kimberlit-lelőhelyeket blue ground-nak (kék föld) nevezik a mélyben szerpentinesedett kőzetek miatt, vagy yellow ground-nak (sárga föld), a felszíni rétegek agyagosodása és részleges oxidálódása miatt.
Ahogy az erózió, illetve defláció lepusztítja a felszínre került kőzeteket, a felszíni mállásnak rendkívül ellenálló gyémántkristályokat a víz (illetve a szél) messzire elviheti. A gyémántok elsődleges lelőhelyei tehát a kimberlittel, illetve lamproittal kitöltött vulkáni kürtők, a másodlagos lelőhelyek pedig azok a területek, amelyeken a gyémántkristályokat a víz vagy szél lerakta. A leggyakoribb másodlagos lelőhelyek a folyók medrei, az egykori partszakaszok, ritkábban (például Wisconsinban és Indianában) gleccservölgyek.

## A gyémántipar

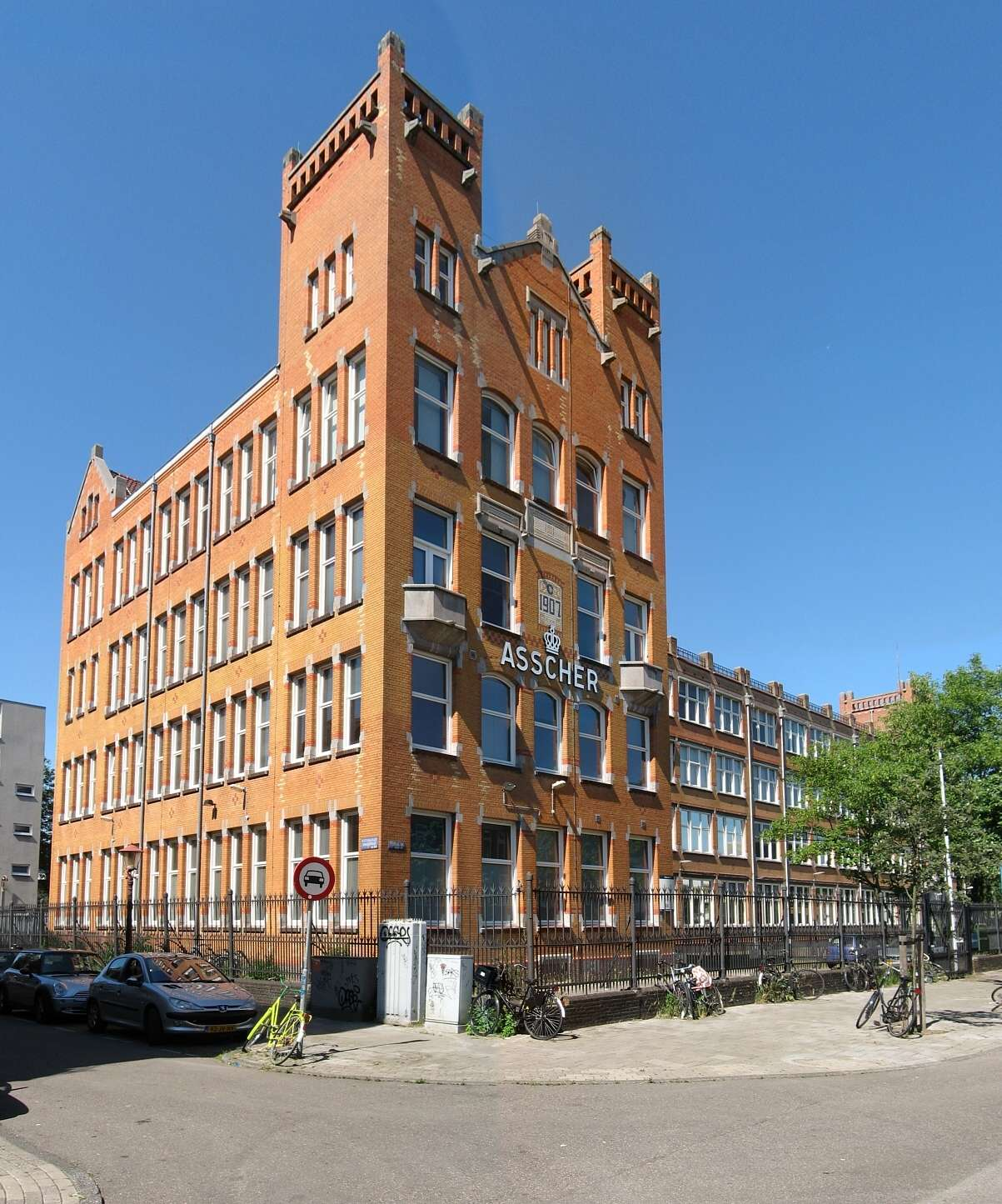
Az amszterdami Asscher gyémántcsiszoló műhely

A gyémántiparnak két ága van: a drágakőnek alkalmas gyémántok értékesítése, és a gyémántok értékesítése ipari alkalmazások számára.
A nemesfémekkel ellentétben (arany, ezüst, platina) a gyémántot nem értékesítik tőzsdei árucikként. A drágakőpiac nagy részét a gyémánteladások képezik, a gyémántok viszonteladása ezzel szemben elenyésző forgalmat bonyolít. A gyémántpiac egyik érdekessége, hogy földrajzi szempontból rendkívül koncentrált: 2003-ban a drágakőként hasznosítható gyémántok 93%-át az indiai Szúrat városában csiszolták. További csiszolóműhelyek üzemelnek Antwerpenben, Londonban, New Yorkban, Tel-Avivban és Amszterdamban. A világ gyémántkereskedelmét a johannesburgi és londoni székhelyű De Beers vállalat felügyeli.
A gyémántkereskedelem központja Antwerpen, ahol a világ gyémánttermelésének 80, a csiszolt gyémántok 50%-a cserél gazdát. Ennek tükrében a belga város a világ gyémántfővárosa. New Yorkban értékesítik azonban a világ drágakőgyémántjainak majdnem 80%-át. A piacot egyértelműen az 1888-ban alapított De Beers vállalat uralja, amely nemcsak a kereskedelemben, hanem a kitermelésben is élenjáró. A vállalat sikeres marketingkampányt is folytatott, hiszen a 20. század közepén sikerült felélesztenie az észak-amerikai gyémántpiacot. Szlogenje A Diamond is Forever világszinten ismert.
A WFDB-t (World Federation of Diamond Bourses - Gyémánttőzsdék Nemzetközi Föderációja) kisebb gyémántkereskedő-házak alapították. Az egyesület nevéhez fűződik a World Diamond Council (Gyémánt Világtanács) megalapítása 2000-ben, amelynek célja megakadályozni, hogy a gyémántkereskedelemből származó nyereségből háborúkat és embertelen tetteket pénzeljenek. Ugyancsak a WFDB támogatja a kétévente megrendezett World Diamond Congresst (Gyémánt Világkongresszus) és a gyémántok osztályozásában érdekelt International Diamond Councilt (Nemzetközi Gyémánt-tanács).
Az ipari gyémántok piaca a drágakőpiactól eltérően működik. A gyémánt értékét itt keménysége és hővezetőképessége határozza meg, így a gemmológiai jellemzői (fény, szín, tisztaság) jelentéktelenné válnak. Az évente kitermelt gyémántmennyiség mintegy 80%-át (évi 100 millió karátot, azaz 20 tonnát) használják fel az iparban. A bányászott gyémánt mellett a piac fontos termékei a mesterségesen előállított gyémántok (évente 3 milliárd karát, azaz 600 tonna). Elsősorban vágásra, fúrásra, csiszolásra és őrlésre használják, mivel kicsiny méretük miatt kiválóan lehet illeszteni őket. Az ipari gyémántokat laboratóriumokban is használják (magas nyomású próbák).

### Előfordulás és kitermelés
A gyémántok leggyakrabban másodlagos lelőhelyen, azon belül is inkább folyami üledékekben fordulnak elő, ahová az eredeti kőzet elmállása után kerülnek. Az első gyémántokat az i. e. 9. században találták meg a mai India területén, amely egészen a 18. század közepéig a világ egyetlen gyémántlelőhelye volt. A 18. században Brazíliában is megtalálták az első gyémántokat, és rövid időn belül ez a dél-amerikai ország vált a világ első számú gyémánttermelőjévé. Dél-Afrikában az 1870-es években indult meg a bányászat, miután felfedezték a gyémántban gazdag kimberlit és lamproit tartalmú kürtőket. 2006-ban a világ gyémánttermelése (a kibányászott karátok alapján) a következőképpen oszlott meg: Oroszország (22%), Botswana (20%), Ausztrália (17%), Kongói Demokratikus Köztársaság (17%), Dél-afrikai Köztársaság (8%), Kanada (7,5%). A fennmaradó hányad Angolából, Namíbiából, Brazíliából, Kínából, Ghánából, Guineából, Guyanából, Indonéziából, Lesothóból, Sierra Leonéból, Tanzániából és Venezuelából származik.

### Véres gyémántok

A Kimberley Egyezményt aláíró országok

Instabil politikai rendszerű afrikai országokban gyakori jelenség, hogy a gyémántlelőhelyeket felkelő csoportosulások veszik birtokba, és a kitermelt kövek eladásából származó jövedelemből saját háborús tevékenységeiket finanszírozzák. Az így eladott gyémántokat véres gyémántoknak (angolul: blood diamonds) nevezik. Ezt megakadályozandó, az ENSZ, a gyémántipar képviselői, valamint a gyémántkitermelő országok képviselői aláírták a Kimberley Egyezményt, amelynek célja felülvizsgálni a gyémántok származási helyét, és megakadályozni, hogy az eladott gyémántokból fegyveres konfliktusokat pénzeljenek. A bevezetett intézkedések csak mérsékelt eredményeket értek el, hiszen Afrikában még mindig könnyű a határokon átcsempészni a köveket úgynevezett tiszta országokba. 2006-ban a gyémántpiac mintegy 2-3%-át tette ki a véres gyémántok kereskedelme. Egyes országok, így például Kanada, külön kódrendszert vezettek be a gyémántok azonosítására.

### Kereskedelem
A Diamond Trading Company (DTC) a De Beers egyik leányvállalata, ami a szintén De Beershez tartozó bányákból származó gyémántok értékesítésével foglalkozik. Az eladott nyers gyémántok csiszolóműhelyekbe kerülnek, ahol drágakővé csiszolják őket. A csiszolt kövek ezek után az úgynevezett gyémánttőzsdékre kerülnek. A világon 26 ilyen jellegű, nyilvántartott intézmény működik. Itt a viszonteladók vásárolják fel őket, ahonnan ékszerészműhelyekbe kerülnek. Itt foglalatba helyezik őket, és úgy árusítják tovább. A Riot Tinto Group 2002-es felmérése szerint a világ nyersgyémántjainak értéke 9 milliárd dollár volt, a csiszolt gyémántoké 14 milliárd dollár, a viszonteladókhoz került gyémántok értéke 28 milliárd dollár, míg a vevőkhöz került gyémántok értéke 57 milliárd dollár.

## A gyémánt értéke

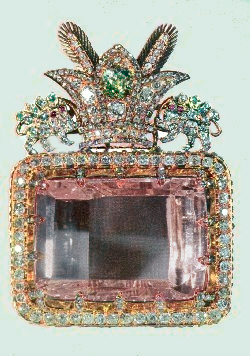
A Darya-I-Nor gyémánt

A gyémánt értéke nagy mértékben függ a kő minőségétől, nagyságától, színétől, tisztaságától. E tulajdonságokhoz járul még a csiszolás minősége. Az említett tulajdonságokon kívül a gyémánt árát egyéb tényezők is befolyásolják, különösen az ajánlat és kereslet kérdése. Ma a kereslet és kínálat mesterséges egyensúlyban való tartásával nagy áringadozások csak ritkán fordulnak elő.
A kisebb köveknél az ártöbbletet a magasabb csiszolási költségek okozzák. Egy egykarátos kő csiszolásához sokkal kevesebb munka és gyémántpor szükséges, mint 100 olyan kisebb kő megcsiszolásához, amely összesen tesz ki egy karátot. A nyers kövek ára körülbelül nyolcada-tizede a csiszoltakénak.
A drágakőként felhasznált gyémánt értékét a 4C alapján határozzák meg:
- Colour (szín)
- Clarity (tisztaság)
- Carat (tömege karátban)
- Cut (csiszolás)

### Szín (colour)
Az ékszerminőségű gyémántok értékének meghatározó jellemzője a színük. Leszámítva a ritka, színes gyémántokat (rózsaszín, kék) a kövek értéke annál magasabb, minél fehérebb a színük. A gyémánt általában a sárga szín irányába tér el a fehértől, az árnyalatokat sokféleképpen jelzik, a legelterjedtebb skála az ábécé betűit használó, amely a d betűtől, a legfehérebb minőségtől indul.
Többféle osztályozás létezik, például GIA, CIBJO, de ezek nagyon hasonlítanak egymásra, a kövek értékelésekor gyakorlatilag ugyanazt az eredményt adják.
A kövek színének osztályozására két módszert alkalmaznak:
- a gyémántműhelyekben úgynevezett mesterpéldányok (masterstones) találhatók minden színfokozatból, és az új gyémántokat ezekhez hasonlítják
- a szín megállapítására használják az 1972-ben feltalált Gran kolorimétert (nevét feltalálója, Paul Gran után kapta) is, ami ±½ pontossággal megállapítja a színfokozatot.

### Tisztaság (clarity)

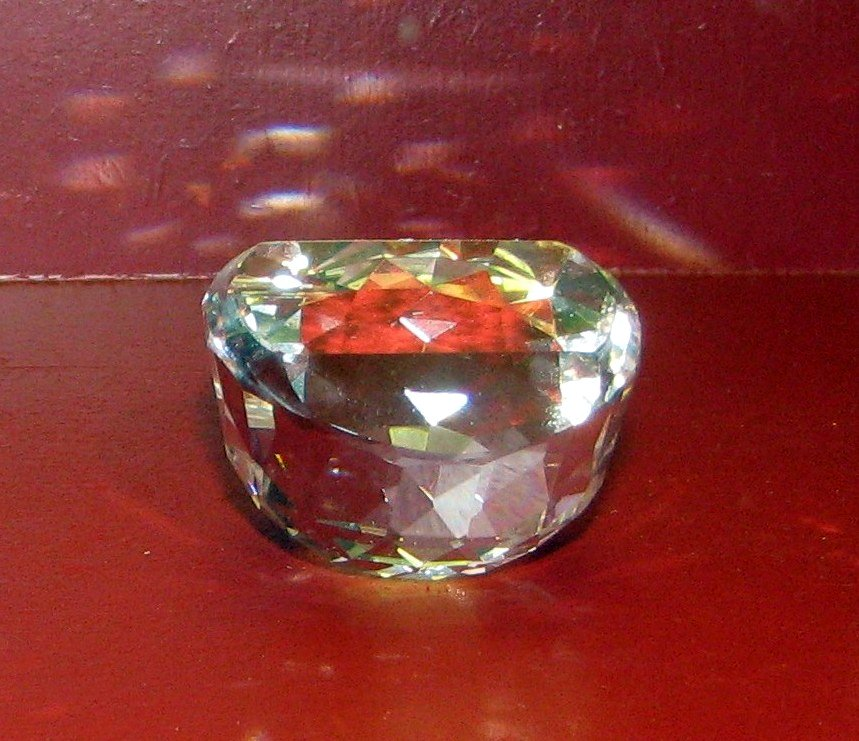
Az Orlov másolata

A gyémántok tisztaságának ellenőrzését tízszeres nagyítás alatt végzik. Mindent, ami ilyen nagyítás mellett látható, zárványnak neveznek. A zárványok rontják a drágakövek minőségét, mert csökkentik az átlátszóságot és hatással lehetnek a kő színére is. Az értékcsökkentő hatás elhelyezkedésüktől, méretüktől és intenzitásuktól függ. Leggyakoribb zárvány a grafit.
Egy gyémánt tisztaságát több tényező is befolyásolja:
- a zárványok mérete – minél nagyobb egy kő ásványtartalma, annál kisebb a tisztaságának fokozata
- a zárványok száma – minél több zárvány található egy kőben, annál kisebb tisztaságának fokozata
- a zárványok helyzete – egy zárvány akkor a legláthatóbb, ha közvetlenül a fazetták alatt helyezkedik el. A pavilon zárványai többszörösen is visszatükröződnek a kövön, ezért reflektoroknak is nevezik őket. A zárványok kevésbé észrevehetők, ha a korona fazettái alatt találhatók, vagy a rundiszt mentén.
- a külső és belső hibák természete – a belső hibák a zárványok, ezek változó alakúak és méretűek lehetnek. A felületi, azaz külső hibák a fazettákon megjelenő abráziók, karcok, üregek, csiszolásnyomok stb.
- a hibák színe – ha a hibák (elsősorban zárványok) helyi elszíneződéseket okoznak, amelyek eltérnek a gyémánt eredeti színétől, lecsökken a kő tisztaságának fokozata.

A gyémántokat többfajta nemzetközileg is használt tisztasági kategóriákba sorolják, de nagyjából hasonló besorolást jelentenek
- FL (Flawless) vagy LC (Loupe Clean)
- IF (Internal Flawless)
- VVS (Very very slightly included) (VVS1, VVS2)
- VS (Very slightly included) (VS1, VS2)
- SI (Small Inclusions) (S1, S2, esetleg S3)
- I (Included, I1, I2, I1) vagy P (Pique, P1, P2, P3)
- P II (Pique II)
- P III (Pique III)

### Méret (carat)

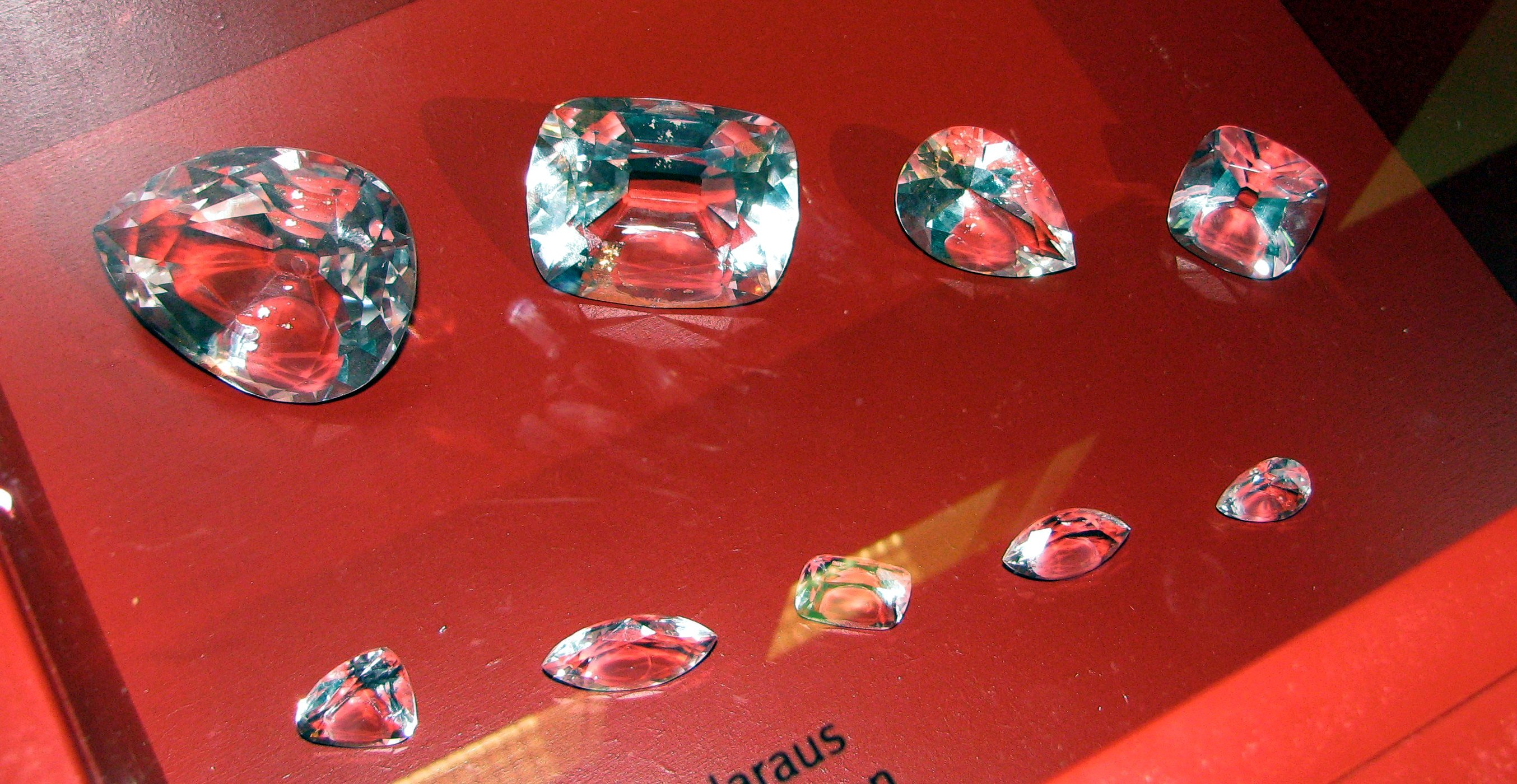
A kilenc Cullinan gyémánt üvegmásolata

A karát a drágakövek tömegének megadására használt mértékegység. 1 karát = 0,2 g. (Nem összetévesztendő a nemesfémek finomságát jelző karáttal.)

### Csiszolás (cut)
A csiszolás és fényezés azon eljárások, melyek során a kő természetes rejtett szépségeit, tüzét, színszórását a legjobban érvényre juttatják. Különbség figyelhető meg a keleti és európai csiszolási mód között. Az európaiak arra törekednek, hogy a csiszolással a lehető legtöbb szépséget hozzák ki a kőből, így az sokat is veszít súlyából, míg a keleti csiszolási mód arra helyezi a fősúlyt, hogy a kő súlyából minél kevesebbet veszítsen.
A leggyakoribb csiszolási formák : briliáns (kerek), smaragdcsiszolás (csapott sarkú téglalap), princess (négyzet), ovális, Marquise vagy navette (hegyes ovális), pendeloque (körte) vagy briolett (csepp), szív alak. Emellett úgynevezett fantázia csiszolások is léteznek, általában gyengébb minőségű gyémántok vagy különleges sajátosságok miatt alakítanak ki ilyeneket.

## Híres gyémántok

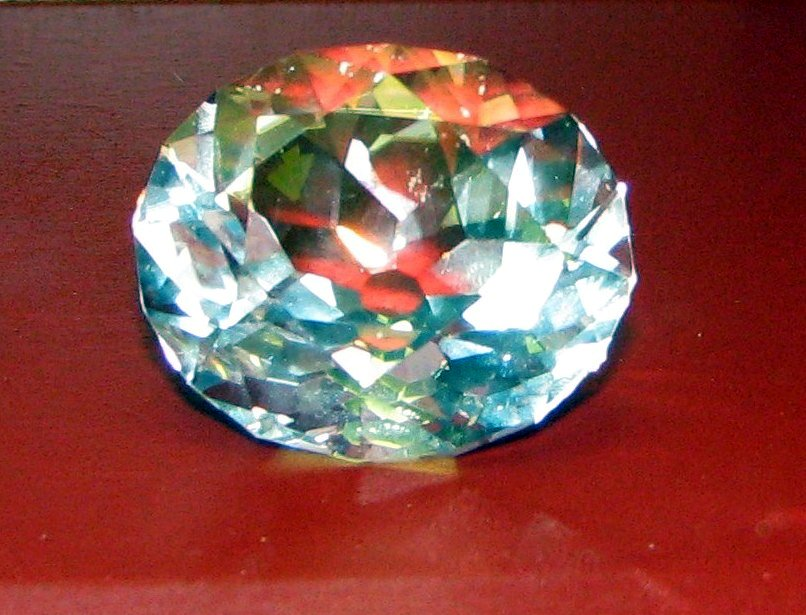
A Kohinoor (Koh-i-Noor) gyémánt

A gyémántok értéke elsősorban karátban kifejezett nagyságuknak köszönhető. A természetben talált nagy, nyers gyémántok mérete általában nem ismert, hiszen a felhasználhatóság és értékesítés kedvéért rendszerint több darabra vágták szét őket. A ritkaságszámba menő nagyobb súlyú gyémántok nagy részének megtalálási körülményei kizárólag csak helyi legendákból ismertek, de a tudomány fejlődésével ma már kimutatható, hogy melyik kürtőből származnak, hiszen mindegyik egyedi geokémiai tulajdonságokkal rendelkezik. A legnagyobb gyémánt sokáig az 1905-ben, Dél-Afrikában, a Pretóriától 40 km-re fekvő Premier Mine bányában megtalált 3106 karátos kőből csiszolt 530,2 karátos Cullinan I vagy más néven Afrika nagy csillaga volt, amely nagyobb társaival együtt a brit koronaékszereket díszíti. Ugyanazon a lelőhelyen 1985-ben bukkantak egy 755,5 karátos, sárgás-barna kőre, ami rozetta csiszolással nyerte el végleges formáját. Csiszolt tömege 545,67 karát, ezzel átvette a vezetést a korábbi csúcstartó Cullinan I-től. Az új rekordert kezdetben csak Névtelen Barna-ként emlegették, végül Thaiföld királyának ajándékozták megkoronázásának 50. évfordulója alkalmából (arany jubileum), ekkor kapta a Golden Jubilee nevet.

## Mesterséges gyémántok
Mivel az ipar évente jóval nagyobb mennyiségű gyémántot igényel, mint amennyit a természetes forrásokból elő tudnak állítani, kifejlesztették az úgynevezett mesterséges gyémántokat a hiány pótlására. Az első mesterséges (vagy szintetikus) gyémántokat az 1950-es években gyártották le, napjainkban a technológia fejlődése révén lehetőség nyílt drágakő minőségű kövek előállítására is.
A mesterséges gyémántok rendszerint sárga színűek és leggyakrabban az úgynevezett High Pressure High Temperature - HPHT (nagy nyomás, magas hőmérséklet) technológiával készülnek. Elsődleges színét a nitrogénzárványoknak köszönheti. Más színű kövek is előállíthatók, például rózsaszín, bór hozzáadásával. Napjainkban a drágakőként felhasználható mesterséges gyémántok mennyisége eltörpül a természetes forrásokból nyert kövek mellett, viszont minőségük egyre kiválóbb, ezért a különbséget a természetes és mesterséges kövek között néha csak tapasztalt szakemberek vagy laboratóriumi vizsgálatok tudják megállapítani. Az a tény, hogy a drágakőként felhasznált gyémánt egyes fizikai tulajdonságai (például keménység) kevésbé relevánsak, számos olyan eljárás kialakulásához vezetett, amelyek során a kövek gemmológiai tulajdonságai feljavíthatókká váltak.

## Gyémántimitációk
Az olyan anyagokat, amelyek gemmológiai tulajdonságai hasonlítanak a természetes és mesterséges gyémántokéhoz, utánzatoknak vagy imitációknak nevezik. Ezek közül a legismertebb a köbös cirkon, amely a kereskedelemben Matura-gyémánt vagy éretlen gyémánt név alatt van forgalomban. Ásványtani jellemzőit (szín, zárványok, törések, hasadások stb.) általában mesterséges úton feljavítják. Egy másik utánzat a moissanit, ez azonban ritkábban fordul elő a kereskedelemben.

## Gyémántok a hiedelemvilágban

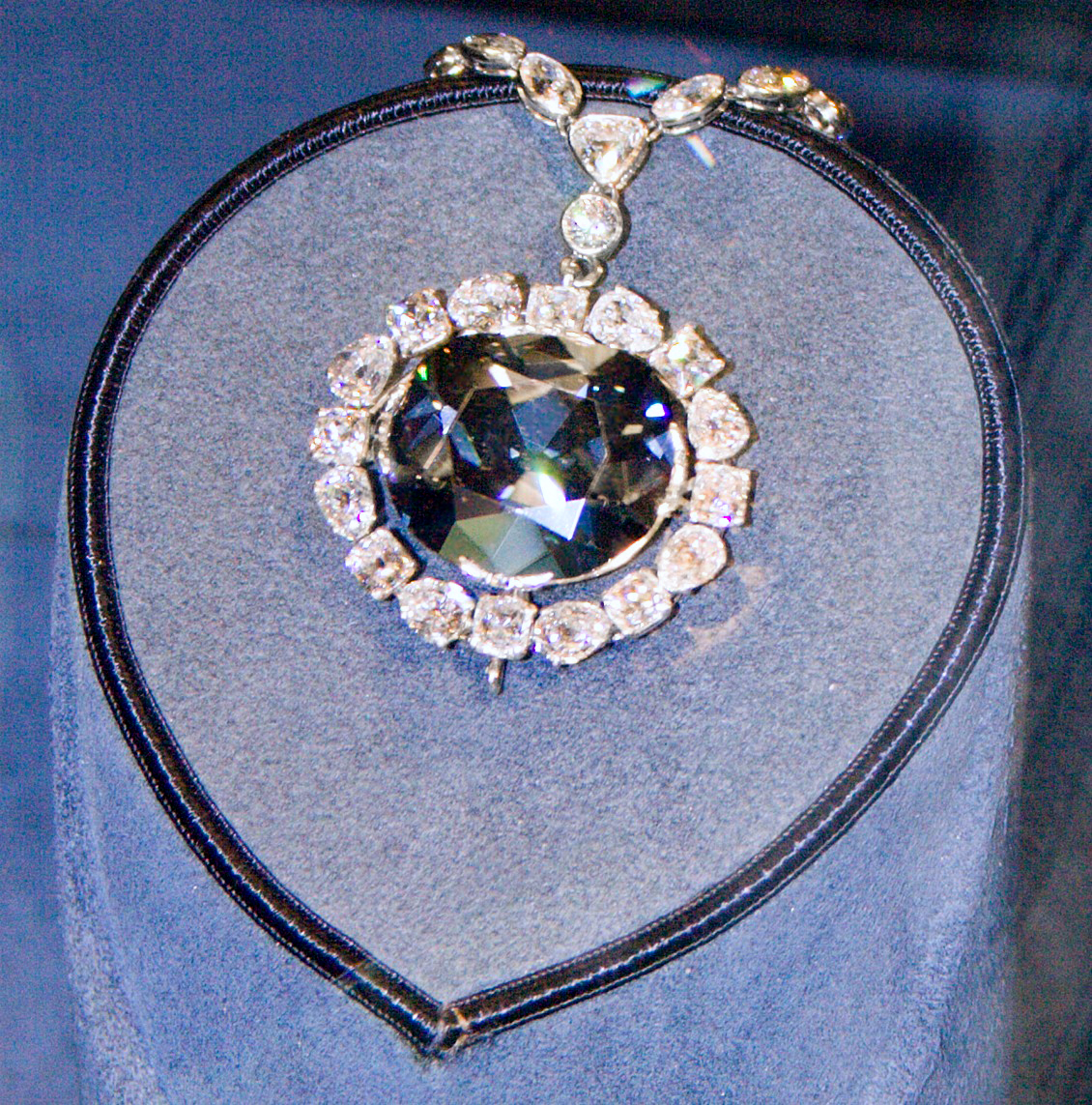
A Hope-gyémánt

A történelem során a gyémántokat számos természetfeletti tulajdonsággal ruházták fel:
- biztos győzelmet jelentett, ha a gyémántot a bal karon viselték
- immunitást biztosít pánikbetegségekkel, pestissel és babonázással szemben
- gyógyítja a kóros alvajárókat és elmebetegeket
- semlegesíti a mágnes tulajdonságait, viszont az arab kultúrában úgy tartották, hogy a mágnesnél jobban vonzza a vasat
- a gyémánt keménységét csak friss kecskevérrel lehet megtörni
- a hinduk úgy tartották, hogy a repedezett felületű gyémánt szerencsétlenséget hoz.

Különleges fizikai tulajdonságaik miatt a gyémántok több kultúrában is kiemelt jelentőséggel bírtak és bírnak napjainkban is. A hinduknál például gyakori szokás volt, hogy az istenek szobrait gyémántszemekkel díszítették. Indrát leggyakrabban fegyverével Vajraryudhammal, azaz a villámmal együtt ábrázolták. A vajra szó jelentése szanszkrit nyelven gyémánt. Egy másik elterjedt elnevezése agira, melynek jelentése tűz vagy nap. A gyémántnak összesen 14 elnevezése létezik a hagyományos hindu kultúrában.
A világ egyik legrégebbi könyve a Kínában talált Gyémánt szútra, ami Buddha tanításait írja le. A könyv címe szimbolikus: egy gyémánt pengére vonatkozik, ami átvágja a hétköznapok illúzióját, megvilágítva az igazat és örökkévalót. A drágaköveknek is nagy jelentősége van a buddhizmusban: a hármas kő Buddhát, a dharmát és a sanghát szimbolizálja.
A görög mitológiában Zeusz adamosszá változtatta a krétai fiatalokat, akik megzavarták.
A természetfilozófusok és elsősorban Platón úgy képzelték, hogy a drágakövek a csillagokban keletkeztek és hullottak a földre.

## A gyémánt felhasználása a szépségiparban
A gyémántot előszeretettel alkalmazzák a szépségiparban is luxus arcápoló termékek előállítása során. Az extra-finom (0.05 karátos) gyémántport tartalmazó krémek legjelentősebb hatása, hogy eltávolítják a bőr felszínéről az elhalt hámsejteket.

## Érdekesség
- A „gyémántpor” (angolul: diamond dust) kifejezést a sarkkörök térségében kialakuló, csillogó, ködszerű meteorológiai jelenségre alkalmazzák, ami apró jégkristályokból áll.[48]
- A gyémántot mesterséges úton is elő lehet állítani és az így készített gyémánt szerkezetét tekintve megegyezik a természetessel.[49]

## Kapcsolódó lapok
- Víz-gyémánt paradoxon
- V886 Centauri
- Diamond District (Manhattan)